# Plan ucieczki
Plan ucieczki (ang. Escape Plan) – amerykański film akcji z 2013 roku w reżyserii Mikael Håfströma. Scenariusz opracowali Miles Chapman oraz Jason Keller. W rolach głównych wystąpili Sylvester Stallone i Arnold Schwarzenegger. Natomiast w pozostałych rolach Jim Caviezel, Curtis „50 Cent” Jackson, Vinnie Jones, Vincent D’Onofrio oraz Amy Ryan. Swoją premierę film w Polsce miał 6 grudnia 2013 roku.
Film w Stanach Zjednoczonych zarobił 25 132 228 USD, a poza nimi 112 192 336 USD.

## Fabuła
Opracowano na podstawie materiału źródłowego.
Ray Breslin (Sylvester Stallone) to wybitny specjalista w dziedzinie zabezpieczeń więzień. Jego firma świadczy w nietypowy sposób usługi weryfikacji "jakości" zakładów karnych. W tym celu Ray zostaje celowo osadzony z zadaniem próby ucieczki. Jak do tej pory, uciekał ze wszystkich, a swoje uwagi opisuje w książce, która jest cenioną literaturą branżową. Pewnego dnia pada ofiarą spisku i zostaje osadzony w nietypowym więzieniu, które zaprojektował naczelnik Hobbes (Jim Caviezel) w oparciu o książkę Breslina. Jest to tajny zakład karny high-tech o nazwie „Grób”. Ray zostaje odcięty od procedur awaryjnych i wygląda na to, że spędzi resztę życia w miejscu z którego nie da się uciec. Nie zamierza jednak się poddać. Z pomocą przychodzi mu inny więzień Emil Rottmayer (Arnold Schwarzenegger). Razem postanawiają wydostać się z zakładu i dowiedzieć się kto umyślnie umieścił Raya w tym więzieniu.

## Obsada
Źródło.
- Sylvester Stallone jako Ray Breslin
- Arnold Schwarzenegger jako Emil Rottmayer/Victor Mannheim
- Jim Caviezel jako Hobbes
- Curtis „50 Cent” Jackson jako Hush
- Sam Neill jako dr Kyrie
- Vinnie Jones jako Drake
- Caitriona Balfe jako Jessica Miller
- Vincent D’Onofrio jako Lester Clark
- Amy Ryan jako Abigail
- Graham Beckel jako Brims
- Matt Gerald jako Roag
- Faran Tahir jako Javed